# Arxiu diocesà

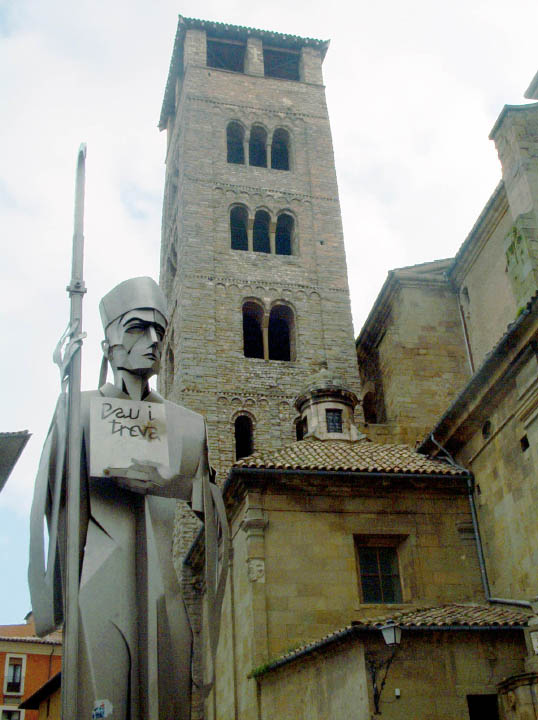
Vic: Campanar romànic de la Catedral de Vic. En primer terme, l'escultura de l'Abat Oliba. Vic conserva l'Arxiu Episcopal, un dels més importants del país.

L'arxiu diocesà, també anomenat episcopal, és l'arxiu eclesiàstic responsable de la custòdia, conservació i comunicació de la documentació generada per la diòcesi. Aquest terme s'aplica també al lloc de dipòsit.
Una diòcesi és el districte o territori de l'església catòlica on hi té i n'exerceix jurisdicció espiritual un prelat: arquebisbe, bisbe, etc. Les diòcesis es poden agrupar, al seu torn, en províncies eclesiàstiques, al capdavant de les quals hom hi troba una arxidiòcesi.
En aquest punt cal anomenar l'arxiu metropolità, relatiu a les arxidiòcesis o arquebisbats metropolitans, i que conserven la documentació generada per l'administració de l'arquebisbat seu de província eclesiàstica i que a més pot aglutinar la documentació dels bisbats sufraganis corresponents.
L'arxiu diocesà comprèn, entre altres documents, decrets, lletres, provisions, col·lacions, processos, sentències, visites pastorals. Hom hi troba també els llibres de l'administració de sagraments i òbits (duplicats dels arxius parroquials).
També conserven la documentació pertanyent a la Cúria Diocesana, òrgan de govern de la diòcesi amb escribania i notaria pròpies, al tribunal de justícia i al provisorat, corresponent a cartes intitulatives de diversa solemnitat: privilegis reials, cartes segellades, decrets i sentències.
En els temps moderns els prelats realitzen dos tipus de documents de gran importància: les visites pastorals i les visites ad limina, que tenen forma d'acta i de memorial respectivament.
Joan Pau II va decretar mitjançant una butlla de 15 de juny de 2004 la creació del Bisbat de Terrassa i del Bisbat de Sant Feliu de Llobregat, dues noves diòcesis catalanes a partir de la seva segregació de l'arquebisbat de Barcelona. Aquest fet ha comportat endegar de bell nou el bastiment dels respectius arxius diocesans.

## Arxius diocesans de Catalunya[3]
- Arxiu Diocesà de Barcelona
- Arxiu Diocesà de Girona
- Arxiu Diocesà de Lleida
- Arxiu Diocesà d'Urgell
- Arxiu Diocesà de Solsona
- Arxiu Històric Arxidiocesà de l'Arquebisbat de Tarragona
- Arxiu Diocesà de Tortosa
- Arxiu Episcopal de Vic